# Nơi chúng tôi đã sống
Nơi chúng tôi đã sống (tiếng Nga: Там где мы жили; tên dịch khác: Ở đó, nơi mà chúng tôi đã sống) là một bộ phim tài liệu Liên Xô của Trường Đại học Điện ảnh Liên Xô, do Trần Văn Thủy làm biên kịch, đạo diễn và là phim tốt nghiệp của ông. Tác phẩm, sản xuất và công chiếu năm 1975, đã được trao giải Hoa cẩm chướng đỏ bởi nhà trường cùng năm và từng được công chiếu tại nhiều nước ở khu vực Đông Âu.

## Nội dung
Bộ phim miêu tả lại cuộc sống lao động của những sinh viên quốc tế làm việc trên công trình đường sắt Baikal–Amur.

## Sản xuất
Đây là bài tập của Trần Văn Thủy vào năm hai đại học khoa đạo diễn Trường Đại học Điện ảnh Liên Xô (VGIK). Ông là biên kịch kiêm đạo diễn của bộ phim. Bối cảnh phim được chọn ở Siberia. Tác phẩm đã được thực hiện với sự hỗ trợ về phương tiện và kinh nghiệm từ thầy chủ nhiệm của Trần Văn Thủy là Roman Karmen. Quay phim là một sinh viên người Tiệp Khắc tên Peter Bartol.

## Tiếp nhận
Nơi chúng tôi đã sống đã nhận giải cao nhất tại Liên hoan phim VGIK là Hoa cẩm chướng đỏ. Sau đó, Trần Văn Thủy chọn phim này làm sản phẩm tốt nghiệp dù chỉ là bài làm năm thứ hai và về sớm hơn một năm so với dự kiến. Phim về sau đã trở thành "kinh điển" và hàng năm được các thế hệ sinh viên của trường điện ảnh tìm xem.
Bộ phim từng được đưa vào hồ sơ xét tặng Giải thưởng Hồ Chí Minh về văn học, nghệ thuật ở lĩnh vực điện ảnh cho đạo diễn Trần Văn Thủy nhưng đã không được chấp thuận bởi hội đồng xét duyệt.
| Năm  | Giải thưởng                                    | Hạng mục      | Đề cử                 | Kết quả           | Tham khảo    |
| ---- | ---------------------------------------------- | ------------- | --------------------- | ----------------- | ------------ |
| 1975 | Liên hoan phim Trường Đại học Điện ảnh Liên Xô | Phim tài liệu | Nơi chúng tôi đã sống | Hoa cẩm chướng đỏ | [ 2 ] [ 12 ] |